# Leopold Magenti i Chelvi
Leopold Magenti i Chelvi (Alberic, 25 d'agost de 1894 – València, 22 de juliol de 1969) va ser un compositor valencià.

## Biografia
La facilitat de Magenti en la interpretació pianística, sumada a la seua creativitat, van fer possible que debutara a molt curta edat com a compositor de l'obra per a banda La muntanyeta d'Alberic, també coneguda com a Alberic.
Estudià a València amb Juan Cortés, a Madrid amb Joaquín Turina i a París amb Joaquim Nin. Realitzà, des dels 21 anys, importants gires per Europa, acompanyant solistes de la talla de Gaspar Cassadó, Costa i Andrés Segovia. Com a pianista solista destacà en la interpretació de l'obra de Frédéric Chopin i Isaac Albéniz.
El seu propòsit era convertir-se en pianista, instrument en què havia demostrat les seues condicions de virtuós, però desgraciadament una lesió al canell dret li ho va impedir. Com a cronista musical va treballar a La Voz Valenciana. La seua crítica es va centrar en tres aspectes bàsics: els concerts organitzats per la Societat Filharmònica, el concerts als Jardins del Real i el Certamen de Bandes Civils de la Fira de Juliol.
L'any 1924 estrenà la seua primera obra lírica, El amor está en peligro. En aquesta etapa de la seua vida va alternar el seu treball com a telegrafista amb la composició d'obres líriques. Obres com El ruiseñor de la huerta, La labradora i La barbiana foren els seus primers grans èxits com a compositor de sarsuela.
Magenti visqué a Madrid des del 1931 fins a la guerra, quan, junt amb la seua família, tornà a València per a dedicar-se a l'ensenyança i a la composició.
Formà una companyia lírica amb la qual va fer gira per diferents ciutats d'Espanya. Va ser catedràtic de piano del Conservatori Superior de Música de València fins a l'any 1964. L'any 1946 compongué La cotorra del Mercat, revista musical de gran èxit i derivà la seua obra a la música simfònica, tot component, entre altres peces, Estampas Mediterráneas.
En la seua última etapa va compondre també himnes molt populars a València, com l'Himne de la Coronació de la Mare de Déu del Puig, l'Himne al Primer Marqués del Túria, i l'Himne a l'Artista Faller.
El 22 de juliol de 1969 va morir a l'edat de 74 anys.

## Obres
(Llista no exhaustiva)

### Obres per a orquestra
- Evocaciones, suite simfònica
- Estampes mediterrànies, suite simfònica (existeix també versió per a banda de música)
  - Crepuscle a Mallorca - Moderato
  - La pavana de València - Lento
  - Idil·li en el Penyal d'Ifac - Andante
  - La Costa Brava - Moderato

### Obres per a Banda de Música
- L'artista faller, Himne per a cor i banda de música - text: Vicent Tortosa Biosca
- Les falleres, pasdoble

### Obres líriques
- 1929 Las chicas del Music-Hall sainet amb detalls de revista en 1 acte - text: Caireles y Miranda
- 1930 El ruiseñor de la huerta, sarsuela en 2 actes - llibret: I. Sánchez Prieto
- 1933 La labradora, sarsuela en 1 acte - llibret: Romero i Rafael Fernández Shaw
- 1935 Juan del mar, sarsuela
- 1951 La condesita, opereta en tres actes - llibret: L. Tejedor i Rafael Fernández Shaw
- La barbiana, sarsuela en 2 actes - llibret: Rafael Fernández Shaw
- La cotorra del Mercat, revista valenciana
- Una noche en París, sarsuela